# Guarigione del cieco di Betsaida
La guarigione del cieco di Betsaida è uno dei miracoli attribuiti a Gesù, raccontato unicamente nel Vangelo secondo Marco (Mc8,22-26).
Secondo il racconto di Marco, quando il Signore entrò a Betsaida, una città della Galilea, fu invitato a guarire un cieco. Preso l'uomo per mano, lo condusse all'esterno del paese, bagnò i suoi occhi con la saliva e impose le mani su di lui. "Vedo gli uomini come alberi che camminano" disse il cieco. Gesù ripose le proprie mani sugli occhi dell'uomo ed egli riuscì quindi a vedere nitidamente anche da una lunga distanza. "Non entrare nemmeno nel villaggio" ordinò Gesù per impedire che la propaganda irrompesse anche nella città.
Il racconto è letto come un rilevante indizio della priorità marciana, in quanto Matteo e Luca scelgono di non riportare un miracolo in cui Gesù deve ripetere un gesto per operare un miracolo.
| Controllo di autorità | LCCN (EN) sh85094899 · J9U (EN, HE) 987007548588005171 |

1. ↑   Mc8,22-26, su La Parola - La Sacra Bibbia in italiano in Internet.